# José de Sousa
José Augusto Oliveira de Sousa (Azambuja, 25 februari 1974) is een Portugees darter die uitkomt voor de PDC.
Opmerkelijk is dat De Sousa dyscalculie heeft, iets wat hem bij wedstrijden soms parten speelt.

## Carrière

### 2020
Op 18 oktober 2020 versloeg hij Michael van Gerwen met 8-4 in legs in de finale van de European Darts Grand Prix 2020 en won daarmee zijn eerste Eurotour-toernooi bij de PDC. 
Op 24 november 2020 zorgde José voor een stunt: hij won zijn eerste major door de Grand Slam of Darts te winnen. Na de groepsfase door te komen versloeg De Sousa achtereenvolgens Dave Chisnall, Michael Smith en Simon Whitlock. In de finale wist De Sousa met 16-12 in legs te winnen van James Wade. Zijn finalepartij eindigde De Sousa met een 158-finish. Tevens werd De Sousa de eerste Portugees ooit die een PDC-major wist te winnen.

### 2021
Op 24 april won De Sousa Players Championship 9. Dit deed hij door Luke Humphries met 8-1 in legs te verslaan in de finale.
Op 28 mei 2021 wist De Sousa zich, als debutant zijnde, te plaatsen voor de finale van de Premier League of Darts. Daar bleek Jonny Clayton te sterk. Tijdens het toernooi wist De Sousa het record van meeste 180'ers in één editie van de  Premier League te verbreken. Het record, 79 maal 180, stond sinds 2011 op naam van Gary Anderson. Het record staat door de Portugees nu op een aantal van 96. De Sousa gooide dit toernooi tevens een zelden vertoonde finish. Hij gooide op 27 mei, tegen Nathan Aspinall, een score van 120 uit door driemaal tops te gooien.
Tijdens Players Championship 13 wist de Sousa een van de hoogste gemiddeldes in de geschiedenis van de PDC te laten noteren. Tegen William Borland gooide hij op 14 juni, gedurende zes legs, namelijk een gemiddelde van 127. De dag daarna, op 15 juni, wist The Special One Players Championship 14 te winnen. In de finale versloeg hij Michael van Gerwen met 8-6 in legs.

Slechts één dag later wist de Portugees ook Players Championship 15 te winnen. Ditmaal won hij door Ryan Searle te verslaan met 8-7 in legs. Tijdens dit toernooi gooide De Sousa 34 keer 180. Daarmee verbrak hij het record van meeste 180'ers op een Players Championship. Het record stond tot dan op naam van Peter Wright, die er 32 wist te gooien in één Players Championship.

De Sousa stond na het behalen van zijn twee titels tijdens de zogeheten Super Series 4 voor het eerst in de top 10 van de wereldranglijst.

## Resultaten op Wereldkampioenschappen

### WDF
- 2011: Laatste 64 (verloren van Craig Baxter met 0-4)

### PDC
- 2012: Voorronde (verloren van Devon Petersen met 3–4)
- 2019: Laatste 96 (verloren van Michael Barnard met 2–3)
- 2020: Laatste 96 (verloren van Damon Heta met 0–3)
- 2021: Laatste 32 (verloren van Mervyn King met 0-4)
- 2022: Laatste 32 (verloren van Alan Soutar met 3-4)
- 2023: Laatste 16 (verloren van Gerwyn Price met 1-4)
- 2024: Laatste 64 (verloren van Jeffrey de Graaf met 1-3)

## Resultaten op de World Matchplay
- 2020: Laatste 32 (verloren van Peter Wright met 8–10)
- 2021: Laatste 16 (verloren van Michael Smith met 11–13)
- 2022: Kwartfinale (verloren van Gerwyn Price met 14-16)
- 2023: Laatste 32 (verloren van Luke Humphries met 2-10)

## Gespeelde finales PDC
Hoofdtoernooien
| Resultaat | Nr. | Jaar | Kampioenschap        | Tegenstander  | Score   | Variant |
| Winnaar   | 1.  | 2020 | Grand Slam of Darts  | James Wade    | 16 – 12 | Legs    |
| Runner-up | 2.  | 2021 | Premier League Darts | Jonny Clayton | 5 – 11  | Legs    |

European Tour
| Resultaat | Nr. | Jaar | Kampioenschap             | Tegenstander       | Score | Variant |
| Winnaar   | 1.  | 2020 | European Darts Grand Prix | Michael van Gerwen | 8 – 4 | Legs    |

Players Championships
| Resultaat | Nr. | Jaar | Kampioenschap           | Tegenstander         | Score | Variant |
| Runner-up | 1.  | 2019 | Players Championship 18 | James Wade           | 5 – 8 | Legs    |
| Winnaar   | 2.  | 2019 | Players Championship 23 | Gerwyn Price         | 8 – 1 | Legs    |
| Winnaar   | 3.  | 2019 | Players Championship 28 | Glen Durrant         | 8 – 6 | Legs    |
| Runner-up | 4.  | 2020 | Players Championship 11 | Michael van Gerwen   | 3 – 8 | Legs    |
| Runner-up | 5.  | 2020 | Players Championship 20 | Michael Smith        | 7 – 8 | Legs    |
| Runner-up | 6.  | 2020 | Players Championship 22 | Peter Wright         | 7 – 8 | Legs    |
| Winnaar   | 7.  | 2021 | Players Championship 9  | Luke Humphries       | 8 – 1 | Legs    |
| Winnaar   | 8.  | 2021 | Players Championship 14 | Michael van Gerwen   | 8 – 6 | Legs    |
| Winnaar   | 9.  | 2021 | Players Championship 15 | Ryan Searle          | 8 – 7 | Legs    |
| Runner-up | 10. | 2021 | Players Championship 18 | Chris Dobey          | 7 – 8 | Legs    |
| Runner-up | 11. | 2023 | Players Championship 10 | Dirk van Duijvenbode | 3 – 8 | Legs    |

## Prestatietabel
| PDC World Championship       | VR            | Geen deelname | Geen deelname | 1R            | 1R            | 3R | 3R | 4R | 2R | GD |
| UK Open                      | Geen deelname | Geen deelname | Geen deelname | 2R            | 3R            | 6R | 5R | 5R | 4R | 4R |
| World Matchplay              | Geen deelname | Geen deelname | Geen deelname | Geen deelname | 1R            | 2R | KF | 1R | GD | GD |
| World Grand Prix             | Geen deelname | Geen deelname | Geen deelname | Geen deelname | 1R            | 2R | 1R | 1R | GD |    |
| European Championship        | Geen deelname | Geen deelname | Geen deelname | Geen deelname | 2R            | KF | 2R | 2R | GD |    |
| Grand Slam of Darts          | Geen deelname | Geen deelname | Geen deelname | Geen deelname | W             | 2R | GD | GD | GD |    |
| Players Championship Finals  | Geen deelname | Geen deelname | Geen deelname | 2R            | 3R            | KF | 2R | 1R | GD |    |
| Premier League Darts         | Geen deelname | Geen deelname | Geen deelname | Geen deelname | Geen deelname | F  | GD | GD | GD |    |
| The Masters                  | Geen deelname | Geen deelname | Geen deelname | Geen deelname | Geen deelname | 1R | HF | 2R | GD | VR |
| PDC World Cup of Darts       | Geen deelname | Geen deelname | Geen deelname | Geen deelname | 2R            | 2R | 2R | GR | GR | GR |
| World Series of Darts Finals | Geen deelname | Geen deelname | Geen deelname | Geen deelname | Geen deelname | 2R | GD | GD | 1R |    |
| Statistieken carrière        |               |               |               |               |               |    |    |    |    |    |
| Ranking eind seizoen         | 189           | -             | 161           | 64            | 14            | 7  | 17 | 25 | 40 |    |

|    | Toelichting   |
| #R | Ronde         |
| KF | Kwartfinale   |
| HF | Halve finale  |
| F  | Finale        |
| W  | Winnaar       |
| GD | Geen deelname |